# Podagrica
Podagrica es un género de escarabajos de la familia Chrysomelidae. En 1859 Foudras describió el género.
Hay 55 especies en el Paleártico y región afrotropical.
Algunas especies:
- Podagrica aeneipennis
- Podagrica atlantica  Heikertinger, 1951
- Podagrica audisioi  Biondi, 1982
- Podagrica fuscicornis  (Linnaeus, 1766)
- Podagrica fuscipes  (Fabricius, 1775)
- Podagrica malvae  (Illiger, 1807)
- Podagrica menetriesi  (Faldermann, 1837)
- Podagrica pallidicolor  Pic, 1909